# Тувинская кухня
Тувинская кухня — кулинарные традиции тувинцев связаны со скотоводством и кочевым образом жизни. Вследствие этого тувинская кухня богата мясными блюдами и кисломолочными продуктами. Многие блюда схожи с блюдами центральноазиатских и монгольской кухонь.

## Продукты
Для приготовления мясных блюд используются наиболее распространённые виды мяса: баранина, козлятина, говядина, очень редко конина, т.к. конь является животным-партнёром, его почитают и чаще дают ему спокойно дожить до старости. Мясо яка и северного оленя используется только на ограниченной территории. Иногда используется мясо тарбагана и другой дичи.
Для молочных продуктов чаще всего используется коровье, реже козье и кобылье, но для некоторых блюд или для некоторых местностей, где характерен особый тип хозяйствования, используют ячье, верблюжье, оленье молоко. Сырое молоко в пищу не употребляется, а подвергается сквашиванию или сбраживанию. Исключение составляют случаи приготовления чая с молоком (тув. сүттүг шай), когда сырое процеженное молоко добавляется в кипящую воду и доводится до кипения.
Традиционным для тувинской кухни является использование пшеницы, ячменя, которые выращивались в ограниченном количестве, и риса, завозимого из Китая. В современной кухне также широко используются макаронные изделия. В традиционной кухне использование овощей было ограниченно. В современной кухне используется картофель, капуста, морковь, чеснок, лук при приготовлении супов.

## Блюда
Напитки:
- Хымыс — схожий с центральноазиатским кумысом напиток.
- Арага — молочная водка.
- Сүттүг шай (тув. сүт — молоко, түг — аффикс «с кем, с чем», тув. шай — чай) — чай с молоком. Этот напиток представляет собой кипячёный в котле плиточный спрессованный зелёный чай, с добавлением молока, соли. В современной тувинской кухне допускается также использование обычного чёрного чая.
- Хойтпак — вид заквашенного молока.

Молочные продукты:
- Быштак — разновидность сыров. Различают 2 вида: прессованный сыр, а также удлинённый и высушенный на палке, по структуре волокнистый.
- Тарак — простокваша.
- Курут — кисломолочный продукт, сушёный молодой сыр.
- Ааржы — сушёный творог.

Мясные блюда:
- Согажа — кусочек печени, завёрнутый в висцеральный жир, поджаренный на горящих углях. Обычно готовят сразу после забоя и разделки бараньей туши.
- Кара мүн (тув. кара — чёрный, тув. мүн — бульон) — бульон, получившийся в результате варки бараньего мяса и субпродуктов, которые придают бульону тёмный («чёрный») цвет, а также добавлением различных круп — пшёнки и риса. В современной тувинской кухне допускается использование даже макаронных изделий.
- Изиг-хан (тув. изиг — горячий, тув. хан — кровь) — кровяная колбаса.
- Ужа — нижняя часть туши курдючного барана. Режут, не трогая мясо с боков, захватывая мясо с бёдер. Варится в большом количестве воды.
- Тырткан — колбаса из кишок и мелкорубленного мяса.
- Чөреме — кушанье в виде колбасы-жгута, приготовленное из нарезки желудка и кишок.
- Ижин-хырын — мелко нарезанный бараний ливер, приправленный луком и чесноком. Готовится часто из остатков чөреме и изиг-хан. Подаётся в жареном виде.

Другие блюда:
- Хуужуур — чебурек небольшого размера, обильно начинённый мелко нарезанным мясом, обжаренный в бараньем жиру или растительном масле. В современной тувинской кухне слабо различают понятия хуужуур и чебурек, также последнее слово в обычном обиходе вытесняет первое. Также в современной тувинской кухне допускается использование фарша, а не мелкорубленного мяса.
- Боова и боорзак — кусочки теста, жаренные во фритюре из животного жира. В настоящее время жир часто заменяют растительным маслом. Боова имеет более крупные размеры, разрезанный центр и вывёрнутую форму, а боорзак отличается меньшими размерами и округлыми формами, также имеет сладковатый привкус за счёт добавления сахара.
- Бууза. схож с монгольскими монг. бууз, но отличаются меньшими размерами.
- Манчы — пельмени, приготовленные из мелконарубленного мяса. В современной тувинской кухне различий между пельменями и манчы не осталось из-за повсеместного использования фарша.
- Далган (или «тыва далган») — мука крупного помола из поджаренных зёрен ячменя.
- Хаарган далган — пресная лепёшка. Готовится сначала на разогретой поверхности (в современном обиходе используется буржуйка), а дальше доводится до готовности на над открытым огнём.
- Быжырган далган — жареная лепёшка.

Специи:
- Кулча — толчёные головки дикого лука.
- Койнут — дикий укроп.